# Фердинанд Леопольд Ойоно
Фердинанд Леопольд Ойоно́ (фр. Ferdinand Léopold Oyono, 14 вересня 1929, Еболова, Французький Камерун — 10 червня 2010, Яунде, Камерун) — камерунський письменник і політик, міністр закордонних справ Камеруну (1992—1997).

## Життєпис
Здобув освіту в Яунде і в Парижі. Після здобуття Камеруном незалежності перебував на дипломатичній роботі, був членом делегації на сесії ООН в 1960 р, коли країна була прийнята в організацію.
У 1965 р — посол в Ліберії, У 1965—1968 рр. — посол в країнах Бенілюксу та при ЄС, У 1969—1974 рр. — посол у Франції і в Іспанії, Італії, Марокко, Алжирі і Тунісі (за сумісництвом), У 1974—1982 рр. — постійний представник Камеруну при ООН, в грудні 1975 р був головою Ради Безпеки Організації Об'єднаних Націй на його 1866 м засіданні.
У 1982—1984 рр. — посол в Алжирі та Лівії (за сумісництвом), У 1984—1985 рр. — посол у Великій Британії та скандинавських країнах (за сумісництвом).
У 1985—1986 рр. — генеральний секретар адміністрації президента Поля Бійя.
У 1986—1990 рр. — міністр міського планування і житлового будівництва, У 1992—1997 рр. — міністр закордонних справ Камеруну, У 1997—2007 рр. — міністр культури Камеруну.
У 2009 р призначений послом з особливих доручень.

## Автор книг
- Автор творів, присвячених боротьбі з колоніалізмом. У першому романі Життя хлопця (Une vie de boy, 1956), малюючи долю юнака-слуги, автор розвиває тему пробудження людської гідності у поневолених. Роман Старий негр і медаль (Le vieux nègre et la médaille, 1956, увійшов до списку 100 кращих африканських книг XX століття) продовжує ту ж тему, інакше вирішуючи її: протест старої Мекі завершується не бунтом, а тупою безнадією. Уже в цій книзі звучать інтонації трагічної безвиході, які посилюються в третьому романі — Дорога Європи (Le chemin d'Europe, 1960)[14].